# Liste von Persönlichkeiten der Stadt Olmütz
Diese Liste enthält in Olmütz geborene Persönlichkeiten sowie solche, die in Olmütz gewirkt haben, dabei jedoch andernorts geboren wurden. Die Liste erhebt keinen Anspruch auf Vollständigkeit.

## In Olmütz geborene Persönlichkeiten

### Bis 1800
- Augustin Olomoucký (1467–1513), Humanist, Schriftsteller und Kunstsammler
- Hans Olmützer (v. 1473 – n. 1503), Bildhauer und Holzschnitzer
- Meister Friedrich (15. Jh.), Wundarzt (Kollege von Hans Seyff)
- Johann Leisentrit (1527–1586), römisch-katholischer Geistlicher, Dekan und Diözesanadministrator, Liederdichter
- Georg Flegel (1566–1638), Maler
- Georg Honauer (1572–1597), Goldschmied und Alchemist
- Christoph Schäffer (≈1578–1637), Abt des Stiftes Heiligenkreuz 1615–1637
- Gottfried Finger (≈1660–1730), Komponist und Gambist
- David Zürn III. (1665 – n. 1724), Bildhauer
- Wenzel Render (1669–1733), Architekt und Steinmetz
- Carl Aigen (1685–1762), österreichischer Maler
- Franz Anton von Götzen (1693–1738), Großgrundbesitzer
- Johann Schmidl (1693–1762), Jesuit
- Amandus Andreides (1700–1795), Perspektivzeichner, Historien- und Theatermaler des 18. Jahrhunderts
- Joseph Christian Auracher von Aurach (1756–1831), österreichischer Generalmajor und Militärwissenschaftler
- Ignaz Kober (1756–1813), Orgelbauer
- Josef Alois Schachtner (1758–1830), Apostolischer Feldvikar
- Joseph Chmel (1798–1858), österreichischer Augustiner-Chorherr, Archivar und Historiker

### 19. Jahrhundert

#### 1801 bis 1850
- Anton Schrötter von Kristelli (1802–1875), österreichischer Chemiker und Mineraloge
- Franz von Hein (1808–1890), österreichischer Justizminister und erster Präsident des Reichrats
- Josef Eduard von Schenk (1813–1891), österreichischer Richter
- Rudolf Eitelberger (1817–1885), Kunsthistoriker
- Wilhelm Schmidt (1817–1901), österreichisch-ungarischer Historiker
- Ludwig Karl Schmarda (1819–1908), österreichischer Zoologe und Forschungsreisender
- Heinrich Karl Giesl von Gieslingen (1821–1905), österreichischer General
- Moritz von Schreiner (1824–1911), österreichischer Jurist und Politiker, Bürgermeister von Graz und Abgeordneter
- Hans Balatka (1825–1899), österreichisch-amerikanischer Komponist
- Conrad Bayer (1828–1897), österreichischer Schachkomponist und -theoretiker
- Robert Rösler (1836–1874), österreichischer Historiker und Geograph
- Bohuslav von Widmann (1836–1911), österreichischer Beamter und Politiker
- Ottomar von Volkmer (1839–1901), österreichischer Chemiker, Physiker und Druckereifachmann
- Wilhelm Tomaschek (1841–1901), tschechisch-österreichischer Geograf und Orientalist
- Eduard Decarli (1846–1903), Opernsänger und Schauspieler
- Emanuel von Rehberger (1846–1914), Offizier, Feldmarschallleutnant
- Maximilian Rottauscher von Malata (1846–1921), Marineoffizier Österreich-Ungarns
- August Hoffmann von Vestenhof (1848–1922), österreichischer Kunstmaler, Illustrator, Bildhauer und Schriftsteller
- Ignaz Königsberger (1849–1925), österreichischer Fotograf
- Alexander von Krobatin (1849–1933), Generalfeldmarschall und Kriegsminister
- Wilhelm Wilhelmi, eigentlich Wilhelm Kümmerer (1850–1928), Theaterschauspieler
- Albert von Szabel gründete die 1. Österreichische Schnellschreibmaschinenfabrik in Wien

#### 1851 bis 1880
- Carola Bruch-Sinn (1853–1911), österreichische Schriftstellerin, Übersetzerin und Redakteurin
- Georg von Dormus (1853–1940), österreichischer Feldmarschalleutnant und Waffentechniker
- Adolf Hölzel (1853–1934), Maler
- Walburga von Isacescu (1853–1925), österreichische Schwimmerin und Pionierin im Frauenschwimmsport
- Robert Primavesi (1854–1926), österreichischer Unternehmer, Großgrundbesitzer und Parlamentsabgeordneter
- Lothar von Hortstein (1855–1944), österreichischer Korpskommandant und k.u.k. General der Infanterie
- Alexander Ohm von Januschowsky Ritter von Wischehrad (1855–1917), Lehrer und Dialektschriftsteller
- Norbert Herz (1858–1927), österreichischer Geodät, Astronom und Arzt
- Carl Caufal (1861–1929), österreichischer Architekt
- Rudolph Bischoff (1861–1948), böhmisch-österreichischer Rechts- und Sozialwissenschaftler
- Friedrich von Engel (1867–1941), Richter in Wien
- Berthold Oppenheim (1867–1942), erster Rabbiner von Olmütz
- Ottokar Stauf von der March (1868–1941), Schriftsteller, Kritiker, Journalist und Publizist
- Otto Primavesi (1868–1926), österreichischer Bankier, Industrieller und Mäzen
- Bertha Hausner (1869–1932), österreichische Schauspielerin
- Edmund von Strauß (1869–1919), österreichischer Komponist und Dirigent
- Friedrich Kühne (1870–1958), österreichisch-deutscher Schauspieler
- Olga Rudel-Zeynek (1871–1948), österreichische Politikerin
- Rudolf Sommer (1872–1919), Professor an der Handelsakademie Olmütz und Politiker
- Julius Brandt (1873–1949), österreichischer Schauspieler, Theaterregisseur, Filmregisseur und Drehbuchautor
- Leo Fall (1873–1925), österreichischer Komponist und Kapellmeister
- Adolf Schilder (1873–1957), sudetendeutscher Landwirt und Politiker
- Josef Jellinek (1874–1938), deutscher Schriftsteller und Journalist
- Wilhelm John (1877–1934), österreichischer Historiker und Museumsdirektor
- Siegfried Fall (1877–1943), österreichischer Komponist, Arrangeur, Pianist und Korrepetitor
- Egon Michael Zweig (1877–1949), österreichischer Rechtsanwalt und Zionist
- Egon Brecher (1880–1946), Schauspieler
- Helene Scheu-Riesz (1880–1970), österreichische Lyrikerin, Erzählerin, Übersetzerin und Editorin

#### 1881 bis 1900
- August Koberg (1885–1940), Politiker der deutschen Minderheit
- Leo Scheu (1886–1958), österreichischer Künstler, akademischer Maler und Grafiker
- Margarete Michael-Noindl (1888–1962), Malerin
- Robert Kloss (1889–1950), Maler
- Heřma Žárská (1889–1971), Opernsängerin
- Paul Dedic (1890–1950), österreichischer Geistlicher und Kirchenhistoriker
- Franz Spunda (1890–1963), österreichischer Schriftsteller und Gymnasiallehrer
- Paul Engelmann (1891–1965), Architekt und Möbeldesigner
- Zdeněk Fierlinger (1891–1976), Politiker
- Arthur Herr (1891–1986), Bibliothekar und Volksbildner
- Egon Kornauth (1891–1959), österreichischer Komponist und Dirigent
- Peter Eng (1892–1939), österreichischer Karikaturist und Trickfilmzeichner
- Leo Gotzmann (1893–1945), österreichischer Jurist
- Fritz Zweig (1893–1984), Dirigent, Pianist und Komponist
- Karl Stratil (1894–1963), Maler, Grafiker, Holzschneider, Buchillustrator
- Karel Pešek (1895–1970), Fußball- und Eishockeyspieler
- Karel Svolinský (1896–1986), Maler, Graphiker und Buchillustrator
- Emil Weiss (1896–1965), österreichisch-US-amerikanischer Illustrator und Zeichner
- Anny Engelmann (1897–1942), österreichisch-tschechoslowakische Illustratorin
- Max Georg von Spallart (1897–?), Theaterkapellmeister und Komponist
- František Čech (1898–1951), Puppenspieler und Puppenspielautor
- Eliška Junková (1900–1994), Automobilrennfahrerin

### 20. Jahrhundert

#### 1901 bis 1950
- Franz Karmasin (1901–1970), slowakischer Staatssekretär
- Ludwig Paulitschke (1901–1985), alt-katholischer Geistlicher und Weihbischof
- Alfred Bergel (1902–1944), Maler
- Otto Hermann Reich Edler von Rohrwig (1902–1945), österreichischer Schriftsteller
- Robert Scholz (1902–1981), deutscher Kunsthistoriker, Kunstjournalist und Kunstschriftleiter
- Gustav Jonak (1903–1985), SS-Obersturmbannführer
- Roman Zenzinger (1903–1990), österreichischer Künstler
- Edgar G. Ulmer (1904–1972), US-amerikanischer Filmregisseur, Drehbuchautor, Bühnenbildner und Produzent
- Olga Taussky-Todd (1906–1995), Mathematikerin
- Walter Zawadil (1909–1960), deutscher Politiker
- Rudolf Meckel (1910–1975), Politiker
- Norbert Aresin (1911–1971), deutscher Mediziner
- Herta Worell (1912–1996), deutsche Schauspielerin
- Gottfried Eduard Arnold (1914–1989), US-amerikanischer Mediziner
- Evžen Rošický (1914–1942), Leichtathlet, Sportjournalist und Widerstandskämpfer gegen den Nationalsozialismus
- Josef Humpál (1918–1984), Fußballspieler und -trainer
- Gretl Keren Fischer (1919–2013), Schriftstellerin, Theaterautorin, Literaturkritikerin und Hochschullehrerin
- Hans Schmid (1920–2010), österreichischer Geodät
- Trude Simonsohn (1921–2022), Auschwitzgefangene und Sozialarbeiterin
- Jiří Pelikán (1923–1999), Publizist
- František Vystrčil (1923–2006), Animationsfilmer
- Radoslav Kutra (1925–2020), tschechisch-schweizerischer Maler, Zeichner, Kunstpädagoge und Kunsttheoretiker
- Miloslav Ištvan (1928–1990), Komponist und Musikpädagoge
- Ludvík Václavek (1931–2021), Germanist sowie Dekan und Professor an der Palacký-Universität Olmütz
- Juraj Pospíšil (1931–2007), slowakischer Komponist, Musikwissenschaftler und Musikpädagoge
- Libuše Holečková (1932–2021), Schauspielerin
- Gerold Siedler (* 1933), deutscher Physiker und Ozeanograph
- Walter Tilgner (* 1934), deutscher Biologe, Naturfotograf und Tontechniker
- Jiří Fiedler (1935–2014), tschechischer Historiker und Schriftsteller
- Jana Nechutová (* 1936), Philologin, Übersetzerin und Hochschullehrerin
- Eva Kacírková (* 1937), Schauspielerin und Schriftstellerin
- Karel Brückner (* 1939), Fußballspieler und -trainer
- Willi Jaschek (* 1940), deutscher Kunstturner
- Peter Schmidl (1941–2025), österreichischer Klarinettist
- Pavel Dostál (1943–2005), Politiker
- Michael Jeannée (* 1943), österreichischer Boulevardjournalist, Kriegsberichterstatter und Kolumnist
- Jiří Kavan (1943–2010), Handballspieler
- Pavel Roman (1943–1972), Eiskunstläufer
- Franz Josef Wagner (* 1943), deutscher Boulevard-Journalist
- Eva Romanová (* 1946), Eiskunstläuferin
- Pavel Schnabel (* 1946), deutscher Filmemacher
- Petr Novotný (* 1947), Moderator, Humorist, Schauspieler und Drehbuchautor
- Emil Viklický (* 1948), Komponist und Pianist
- Jan Vičar (* 1949), Komponist, Musikwissenschaftler und -pädagoge

#### 1951 bis 1980
- Jiří Paroubek (* 1952), Politiker
- Iva Procházková (* 1953), tschechisch-deutsche Schriftstellerin
- Vlastimil Palička (* 1954), Fußballspieler und -trainer
- Kamil Krejčí (* 1961), schweizerisch-tschechischer Schauspieler, Regisseur und Autor
- Radek Drulák (* 1962), Fußballspieler
- Zora Vesecká (* 1967), Schauspielerin
- Radoslav Látal (* 1970), Fußballspieler und -trainer
- Edvard Kožušník (* 1971), Politiker
- Jiří Vykoukal (* 1971), Eishockeyspieler
- Petr Bystron (* 1972), deutsch-tschechischer Politiker (AfD)
- Tomáš Konečný (* 1973), Radrennfahrer
- Michal Kovář (* 1973), Fußballspieler
- David Prinosil (* 1973), deutscher Tennisspieler
- David Juříček (* 1974), Handballspieler
- Petr Pižanowski (* 1974), Fußballtorhüter
- Ladislav Benýšek (* 1975), Eishockeyspieler
- Soňa Nováková-Dosoudilová (* 1975), Volleyball- und Beachvolleyballspielerin
- Tomáš Vychodil (* 1975), Fußballspieler
- Jan Tomajko (* 1976), Eishockeyspieler
- Marek Heinz (* 1977), Fußballspieler
- Tomáš Oral (* 1977), Schachspieler
- Veronika Vařeková (* 1977), Supermodel
- Tomáš Hudeček (* 1979), Politiker und ehemaliger Bürgermeister von Prag

#### 1981 bis 2000
- David Kobylík (* 1981), Fußballspieler
- Jan Vojáček (* 1981), Fußballspieler
- Martin Vyskočil (* 1982), Fußballspieler
- Jan Hájek (* 1983), Tennisspieler
- Jaroslav Janiš (* 1983), Autorennfahrer
- Vojtěch Schulmeister (* 1983), Fußballspieler
- Jiří Hudler (* 1984), Eishockeyspieler
- Marek Jarolím (* 1984), Fußballspieler
- Petr Lechner (* 1984), Radsportler
- Simona Dobrá (* 1987), Tennisspielerin
- Michaela Hrbková (* 1987), Handballspielerin
- Erik Janiš (* 1987), Autorennfahrer
- Vojtěch Pikal (* 1987), Politiker (ČPS)
- Aleš Loprais (* 1988), Rallyefahrer
- Jan Navrátil (* 1990), Fußballspieler
- Jakub Petr (* 1990), Fußballspieler
- Miroslav Štěpánek (* 1990), Fußballspieler
- Tomáš Kalas (* 1993), Fußballspieler
- Tomáš Chorý (* 1995), Fußballspieler
- Sára Kaňkovská (* 1996), Radsportlerin
- Karolína Muchová (* 1996), Tennisspielerin
- Magda Kašpárková (* 1997), Handballspielerin
- Jakub Otruba (* 1998), Radrennfahrer
- Jakub Jurka (* 1999), Degenfechter
- Veronika Mikulášková (* 2000), Handballspielerin

### 21. Jahrhundert
- Pavel Bittner (* 2002), Radrennfahrer
- Natálie Kuxová (* 2003), Handballspielerin

## Bekannte Einwohner von Olmütz
- Břetislav I. (≈1005–1055) und Judith von Schweinfurt (≈1003–1058), heirateten und lebten hier ab 1029
- Bruno von Schaumburg (Schauenburg) und Holstein (≈1205–1281), hiesiger Erzbischof und Förderer der deutschen Besiedlung Mährens im Mittelalter
- Matthäus Zeidler SJ (1626–1697), 1644 Angehöriger des Jesuitenordens und Rektor in Brünn und Olmütz
- Lukas Glöckel († 1716), österreichischer Baumeister
- Johann Sturmer (1675–1729), Bildhauer
- Augustin Johann Thomasberger (1676–1734), Bildhauer
- Philipp Sattler (1695–1738), österreichischer Bildhauer
- Antonín Boll (1721–1792), tschechischer Philosoph und Jesuit, studierte hier
- Josef Wratislav von Monse (1733–1799), Rechtswissenschaftler, Historiker und Hochschullehrer, Professor, Advokat, Superintendent des Seminars
- Ignác Cornova (1740–1822), italienischer Priester, Historiker, Pädagoge und Dichter, studierte hier
- Josef Ignác Buček (1741–1821), tschechischer Universitätsprofessor sowie Autor volkswirtschaftlicher Werke, besuchte das hiesige Gymnasium
- Johann Karl Ratzer (1802–1863), Dichter und Verwaltungsjurist
- Gustav Mahler (1860–1911), österreichischer Komponist und Dirigent, war 1883 Kapellmeister am Theater Olmütz
- Gregor Mendel (1822–1884), mährischer Augustiner und Naturforscher, studierte hier
- Karel Sabina (1813–1877), tschechischer radikaler Demokrat, Publizist, Schriftsteller und Literaturkritiker, war in Olmütz inhaftiert
- Anton Cyril Stojan (1851–1923), Erzbischof von Olmütz
- Bedřich Václavek (1897–1943), tschechischer Literaturkritiker und Theoretiker, arbeitete seit 1933 an der Universitätsbibliothek
- Rudolf Adolph (1900–1984), deutscher Literat; bis zur Vertreibung 1945 Sekretär der hiesigen liberalen Gesellschaft für zeitgenössische Kultur
- Otto F. Babler (1901–1984), tschechischer Schriftsteller, Verleger und Übersetzer
- Ivan Blecha (* 1957), tschechischer Philosoph, Institutsleiter an der dortigen Universität